# Николаевка (Софиевский район)
Никола́евка (укр. Миколаївка) — село,
Николаевский сельский совет,
Софиевский район,
Днепропетровская область,
Украина.
Код КОАТУУ — 1225284401. Население по переписи 2001 года составляло 1594 человека .
Является административным центром Николаевского сельского совета, в который, кроме того, входят сёла
Вильне Життя,
Владимировка,
Зелёное,
Катериновка,
Катерино-Наталовка,
Назаровка,
Непереможное,
Александро-Беловка,
Петровка и посёлок
Лошкарёвка.

## Географическое положение
Село Николаевка находится на берегу реки Базавлук (в основном на правом берегу),
выше по течению на расстоянии в 2 км расположено село Петровка,
ниже по течению примыкает посёлок Лошкарёвка.
Через село проходит автомобильная дорога Т-0432.
Рядом проходит железная дорога, станция Лошкаровка в 0,5 км.

## История
- Село Николаевка впервые упоминается в исторических документах, датированных 1810 годом.

## Экономика
- ООО «Зернови джерела».
- СФГ «Калаус»

## Объекты социальной сферы
- Школа.
- Амбулатория.

## Достопримечательности
- Братская могила советских воинов.